# Вибіркове середнє
Вибіркове (емпіричне) середнє значення — характеристика положення для вибіркового розподілу.

## Визначення
Нехай {\displaystyle x_{1},x_{2},\ldots ,x_{n}} — випадкова вибірка.
Вибірковим середнім називається середнє арифметичне елементів даної вибірки:.
{\displaystyle {\bar {x}}={\frac {1}{n}}\sum \limits _{i=1}^{n}x_{i}={\frac {x_{1}+x_{2}+\cdots +x_{n}}{n}}}.

## Властивості вибіркового середнього
- Нехай {\displaystyle {\hat {F}}(x)} — функція вибіркового розподілу. Тоді для будь-якого фіксованого {\displaystyle \omega \in \Omega } функція {\displaystyle {\hat {F}}(\omega ,x)} є (невипадковою) функцією дискретного розподілу.

- Вибіркове середнє — незміщена оцінка теоретичного середнього значення: {\displaystyle \mathbb {E} \left[{\bar {X}}\right]=\mathbb {E} [X_{i}],\quad i=1,\ldots ,n}.

- Вибіркове середнє — строго конзистентна оцінка теоретичного середнього: {\displaystyle {\bar {X}}\to \mathbb {E} [X_{i}]} майже напевне при  {\displaystyle n\to \infty }.

- Вибіркове середнє — асимтотично нормальна оцінка. Нехай дисперсія випадкових величин {\displaystyle X_{i}} скінченна і ненульова, тобто  {\displaystyle \mathrm {D} [X_{i}]=\sigma ^{2}<\infty ,\sigma ^{2}\not =0,\;i=1,\ldots ,n}. Тоді {\displaystyle {\sqrt {n}}\left({\bar {X}}-\mathbb {E} [X_{1}]\right)\to \mathrm {N} (0,\sigma ^{2})} за розподілом при {\displaystyle n\to \infty }, де  {\displaystyle \mathrm {N} (0,\sigma ^{2})} — нормальний розподіл з середнім {\displaystyle 0} і дисперсією {\displaystyle \sigma ^{2}}.

- Вибіркове середнє з нормальної вибірки — ефективна оцінка її середнього.